# 2012-es Toray Pan Pacific Open
A 2012-es Toray Pan Pacific Open női tenisztornát Japán fővárosában, Tokióban rendezték meg 2012. szeptember 23. és 29. között. A verseny Premier 5-ös kategóriájú volt, a mérkőzéseket kemény pályán játszották, 2012-ben 29. alkalommal.

## Győztesek
Az egyéni viadalt Nagyja Petrova nyerte meg, miután a döntőben 6–0, 1–6, 6–3-ra legyőzte a címvédő Agnieszka Radwańskát. Az orosz játékos karrierje tizenkettedik WTA-győzelmét aratta egyéniben, s egyben a legértékesebbet, mivel még soha nem tudott ilyen magas pénzdíjazású viadalt megnyerni. Sikerének értékét növelte, hogy a döntőbe vezető úton Sara Erranit, majd Samantha Stosurt is elbúcsúztatta, így Radwańska legyőzésével először sikerült három top 10-es játékost felülmúlnia ugyanazon a versenyen.
A párosok küzdelmét a Raquel Kops-Jones–Abigail Spears-kettős nyerte meg, mivel a fináléban 6–1, 6–4-re legyőzték az Anna-Lena Grönefeld–Květa Peschke-párost. Kops-Jones és Spears ötödik közös sikerüket érték el pályafutásuk során, közülük 2012-ben a harmadikat, mivel júliusban Carslbadban, majd a tokióit egy héttel megelőző szöuli versenyen is ők diadalmaskodtak.

## Döntők

### Egyéni
Nagyja Petrova –  Agnieszka Radwańska 6–0, 1–6, 6–3

### Páros
Raquel Kops-Jones /  Abigail Spears –  Anna-Lena Grönefeld /  Květa Peschke 6–1, 6–4

## Világranglistapontok
| Eredmény           | Egyéni | Páros |
| ------------------ | ------ | ----- |
| Győzelem           | 900    | 900   |
| Döntő              | 620    | 620   |
| Elődöntő           | 395    | 395   |
| Negyeddöntő        | 225    | 225   |
| 16 között          | 125    | 1     |
| 32 között          | 70(1)  | –     |
| 56 között          | 1      | –     |
| Főtáblára jutás    | 30     | –     |
| Selejtező (döntő)  | 20     | –     |
| Selejtező (1. kör) | 1      | –     |

## Pénzdíjazás
A torna összdíjazása 2 168 400 amerikai dollár volt. Az egyéni bajnok 385 000 dollárt, a győztes páros együttesen 110 000 dollárt kapott.
| Eredmény           | Egyéni    | Páros     |
| ------------------ | --------- | --------- |
| Győzelem           | 385 000 $ | 110 000 $ |
| Döntő              | 192 000 $ | 59 850 $  |
| Elődöntő           | 96 100 $  | 31 600 $  |
| Negyeddöntő        | 44 250 $  | 16 800 $  |
| 16 között          | 22 000 $  | 9150 $    |
| 32 között          | 11 300 $  | 3500 $    |
| 56 között          | 5800 $    | –         |
| Selejtező (döntő)  | 3200 $    | –         |
| Selejtező (1. kör) | 1650 $    | –         |